# Lancia
Lancia je italská automobilka založená v roce 1906 v Turíně, pod názvem Lancia & C. Fabrica Automobili.

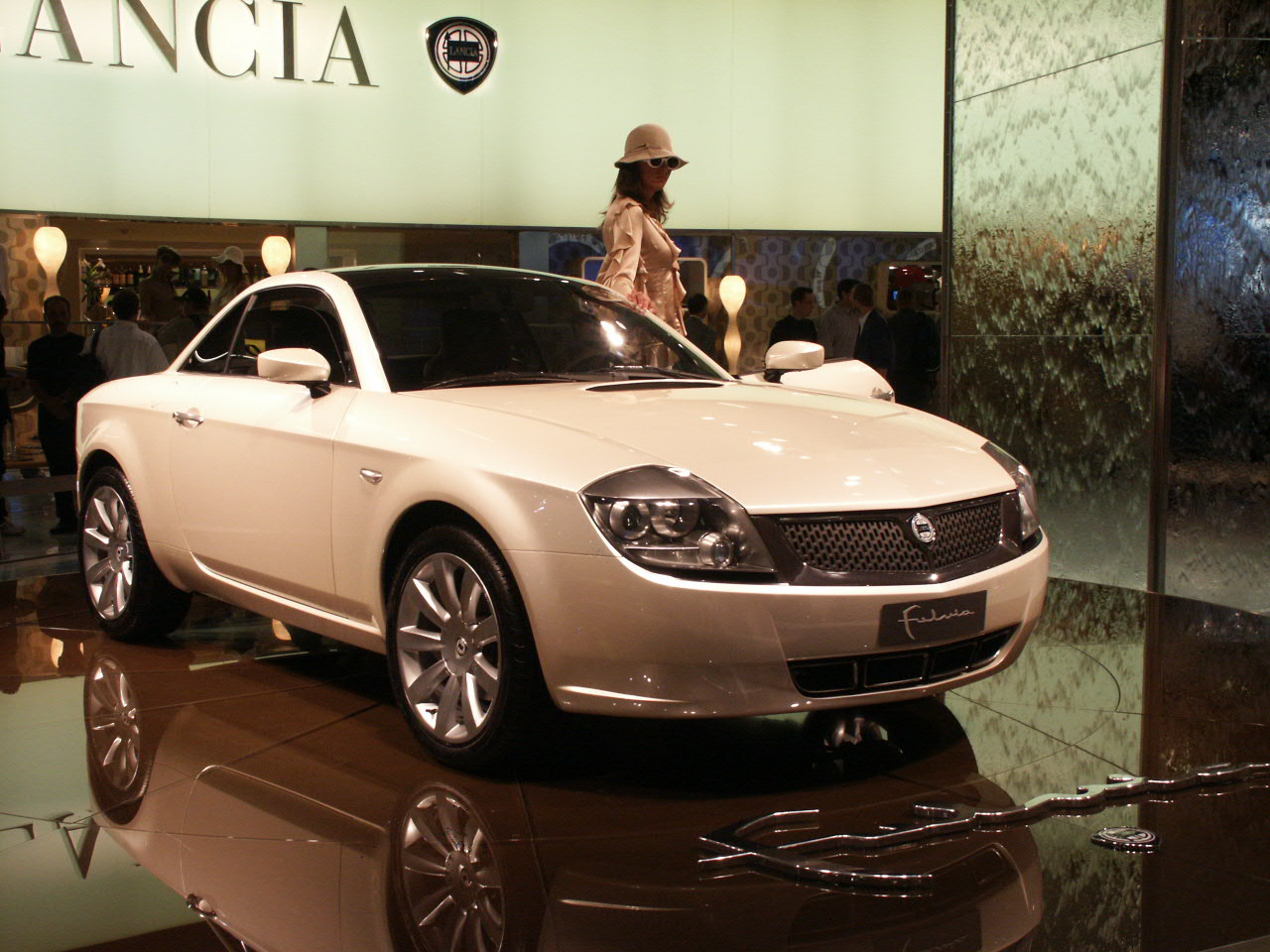
Lancia Fulvia (IAA 2003)

Jejími zakladateli byli Vincenzo Lancia a Claudio Fogolin. Patří mezi nejstarší výrobce automobilů na světě. Je známá jako propagátor technických inovací (například jako první vyráběla vozy se samonosnou karosérií), má také velmi dlouhou historii v závodech rallye. Od roku 1969 je součástí koncernu FIAT. Tak jako většina italských automobilek vyráběla i Lancia nákladní a užitková vozidla, autobusy, trolejbusy a vozidla pro armádu, a to až do roku 1975, kdy tato část výroby přešla do firmy IVECO taktéž vlastněné Fiatem. Mezi roky 2017 a 2024 byl v prodeji pouze model Ypsilon a to výlučně v Itálii. V roce 2024 se nová generace Ypsilonu začala prodávat v dalších evropských státech.
Autorem firemního znaku byl hrabě Carlo Biscaretti di Ruffia.

## Lancia a prominenti
Vozy slavné a luxusní italské značky byly velmi populární u celebrit jako Caruso, Greta Garbo, Gloria Swanson, Ernest Hemingway, Gary Cooper nebo Max Schmeling. Automobily této značky vlastnili také závodníci Tazio Nuvolari a Mike Hawthorn nebo výrobce letadel Anthony Fokker. V roce 1923 si Franz Kafka zapsal do svého deníku dojmy z inzerátu na automobil Lancia. Vídeňský architekt Adolf Loos ve stejném roce navrhl vůz na bázi automobilu Lancia. Erich Maria Remarque uprchl ve svém voze Lancia Dilambda společně s Marlene Dietrichovou a její dcerou z Německa do Francie a automobilu později věnoval i povídku.
Albert Speer vlastnil bílý sportovní vůz Lancia, stejně jako podnikatel a inženýr Robert Blohm, jemuž červená Lancia „splnila jeho životní sen“. Bavorský princ Konstantin, který svůj vůz Lancia Dilambda Cabriolet používal ještě po druhé světové válce, o něm prohlásil, že: „je to auto mého života“ Popularita mezi celebritami neutrpěla ani v poválečném období, kupé a kabriolety značky vlastnili a užívali Gregory Peck, Audrey Hepburnová, Jean-Paul Belmondo, Brigitte Bardotová či Marcello Mastroianni. Vlastní tvorbou na bázi vozů se zabývali i karosáři jako Elio Zagato a Battista Pininfarina či průmyslový designér Raymond Loewy. Ačkoliv Juan Manuel Fangio převážně závodil s vozem Mercedes-Benz, v roce 1956 zvítězil s monopostem Lancia-Ferrari D50 a i soukromě používal automobil značky Lancia, což i sám ztvárnil ve filmu „Fangio“.

## Modely

### Osobní automobily

#### 1908–1945
- Lancia Alfa 18/24HP (1908)
- Lancia Dialfa 18HP (1908)
- Lancia Beta 15/20HP (1909)
- Lancia Gamma 20HP (1910)
- Lancia Delta 25/30HP (1911)
- Lancia Eta 35/50HP (1912)
- Lancia Didelta 30HP (1912)
- Lancia Zeta 12HP (1912)
- Lancia Theta 35HP (1914)
- Lancia Kappa 35HP (1919)
- Lancia Dikappa (1921)
- Lancia Trikappa 40HP (1922)
- Lancia Lambda (1922)
- Lancia Dilambda (1929)

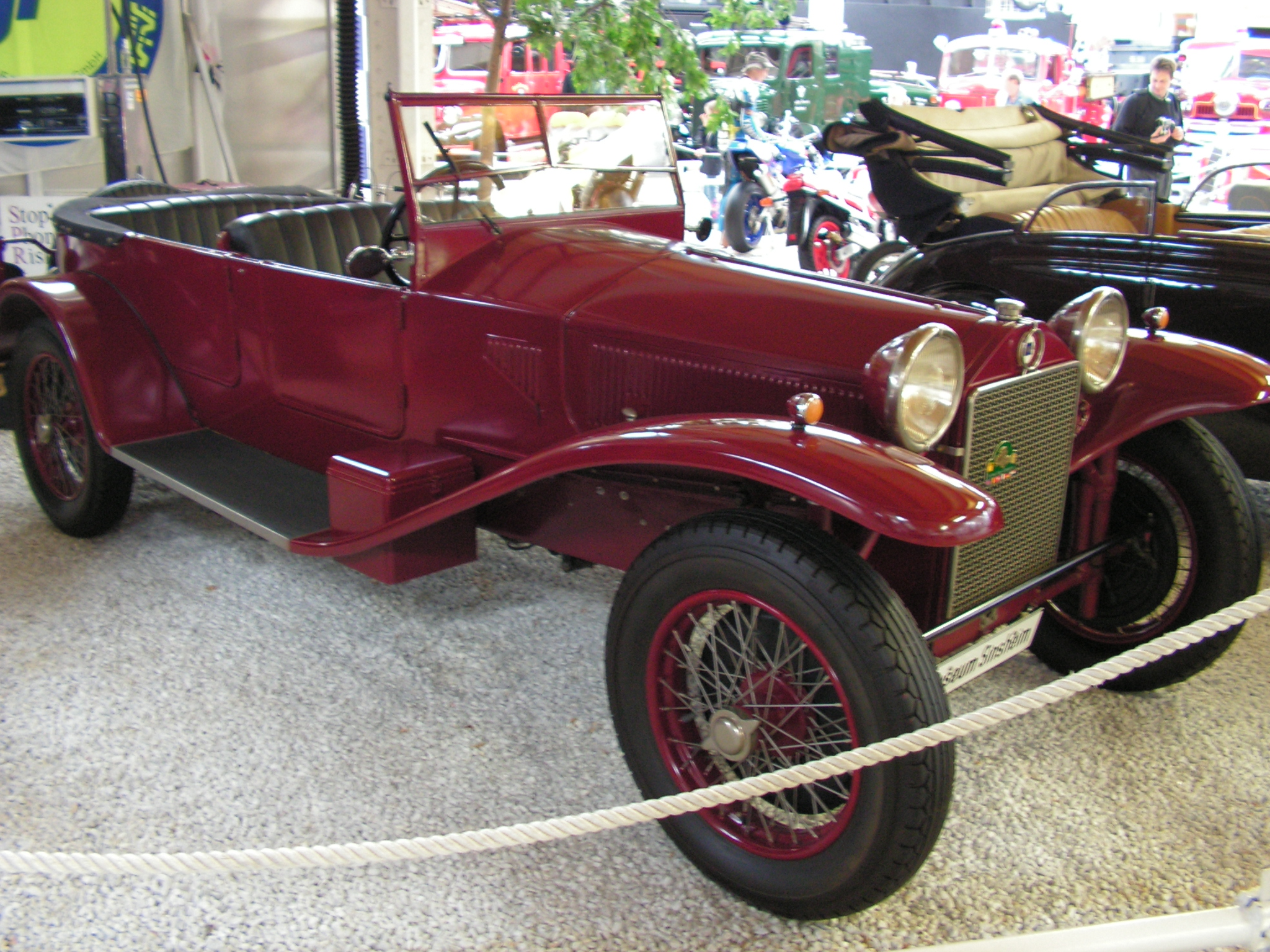
Lancia Lambda

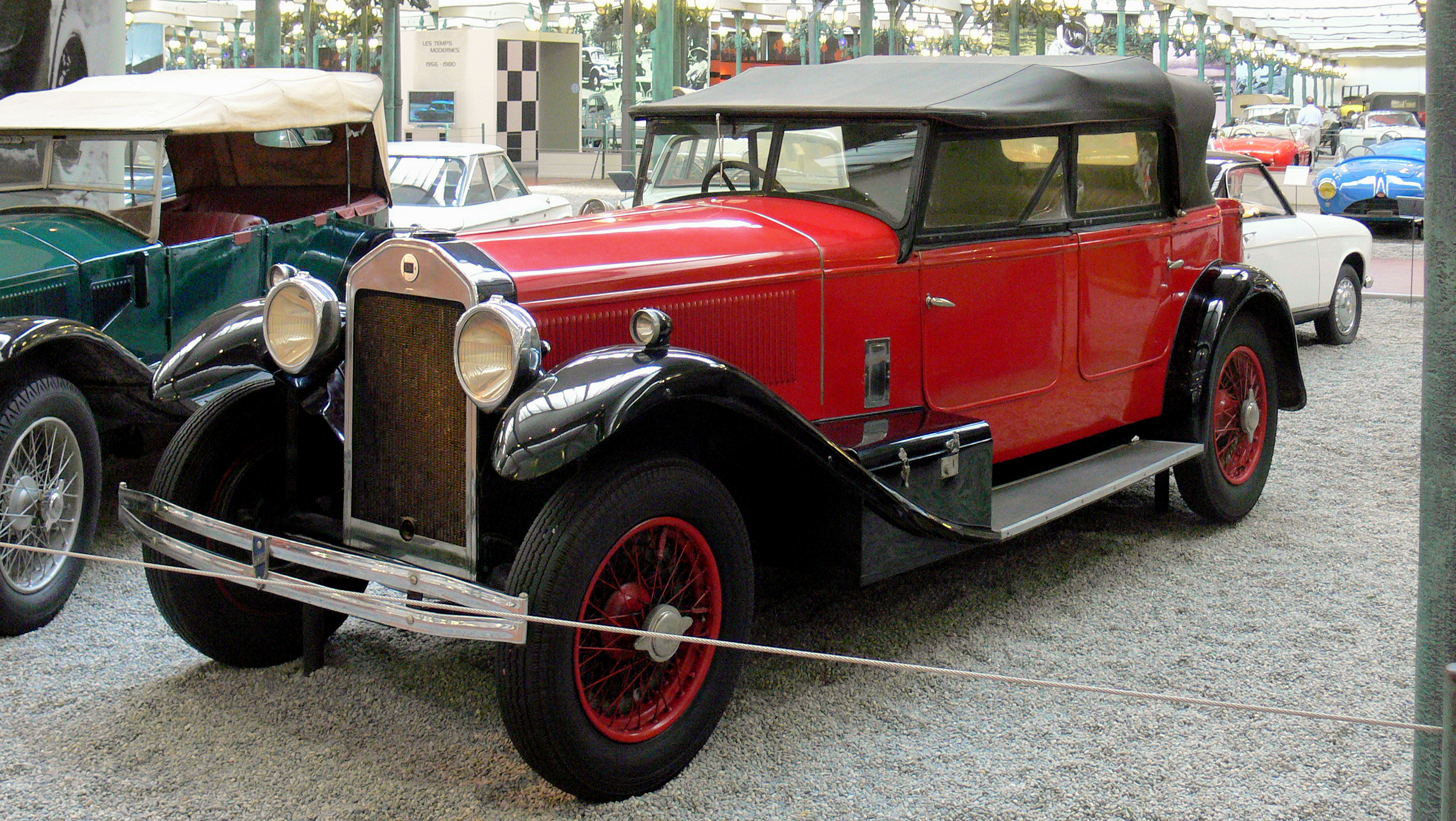
Lancia Dilambda

- Lancia Astura (1931) – jméno podle hradu Torre Astura
- Lancia Artena (1931–1940) – jméno podle obce Artena
- Lancia Augusta (1933–1937) – jméno podle Via Augusta
- Lancia Aprilia (1937–1938) – jméno podle města Aprilia
- Lancia Ardea (1939–1951) – jméno podle obce Ardea

#### Po roce 1945

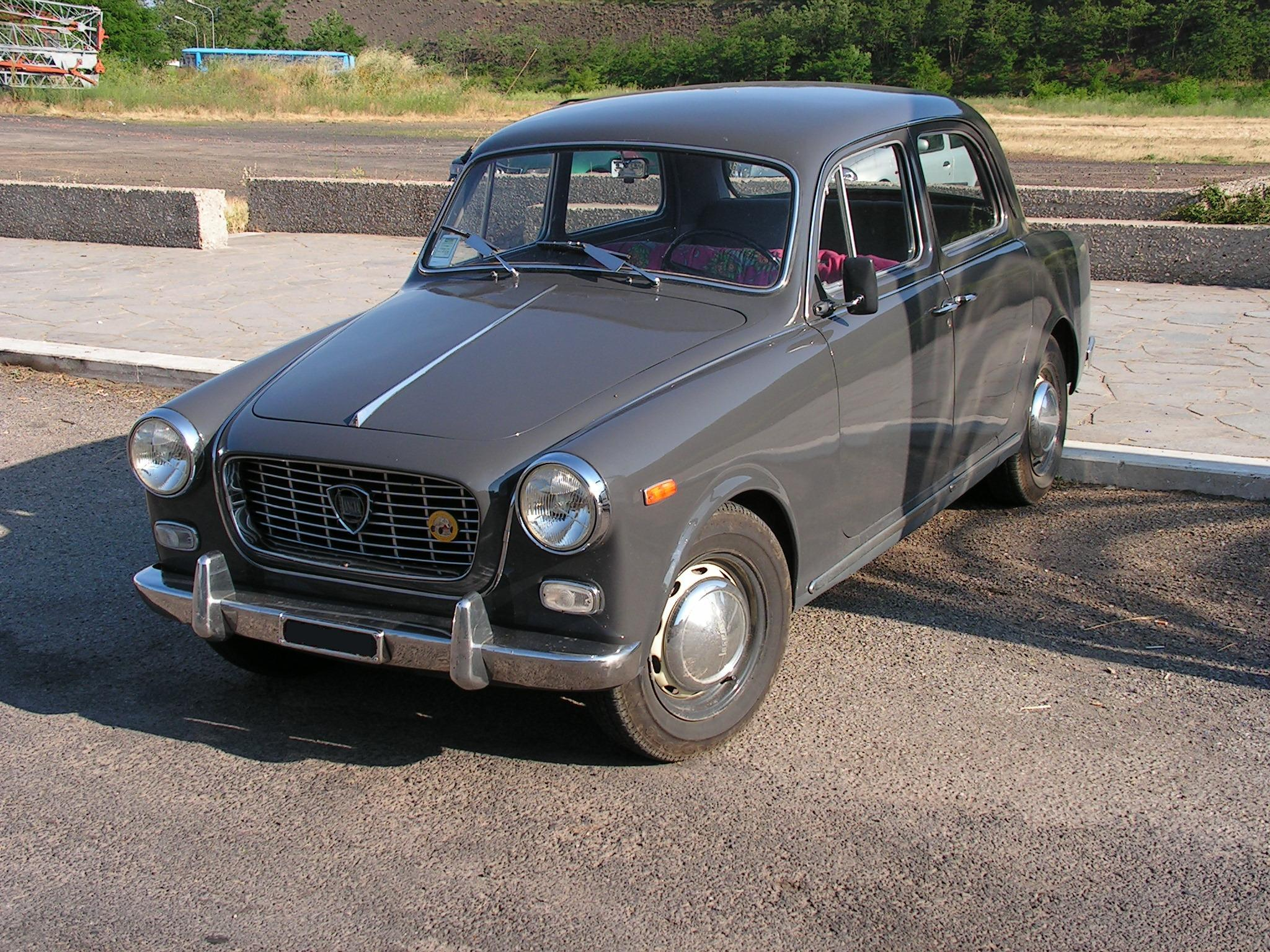
Lancia Appia

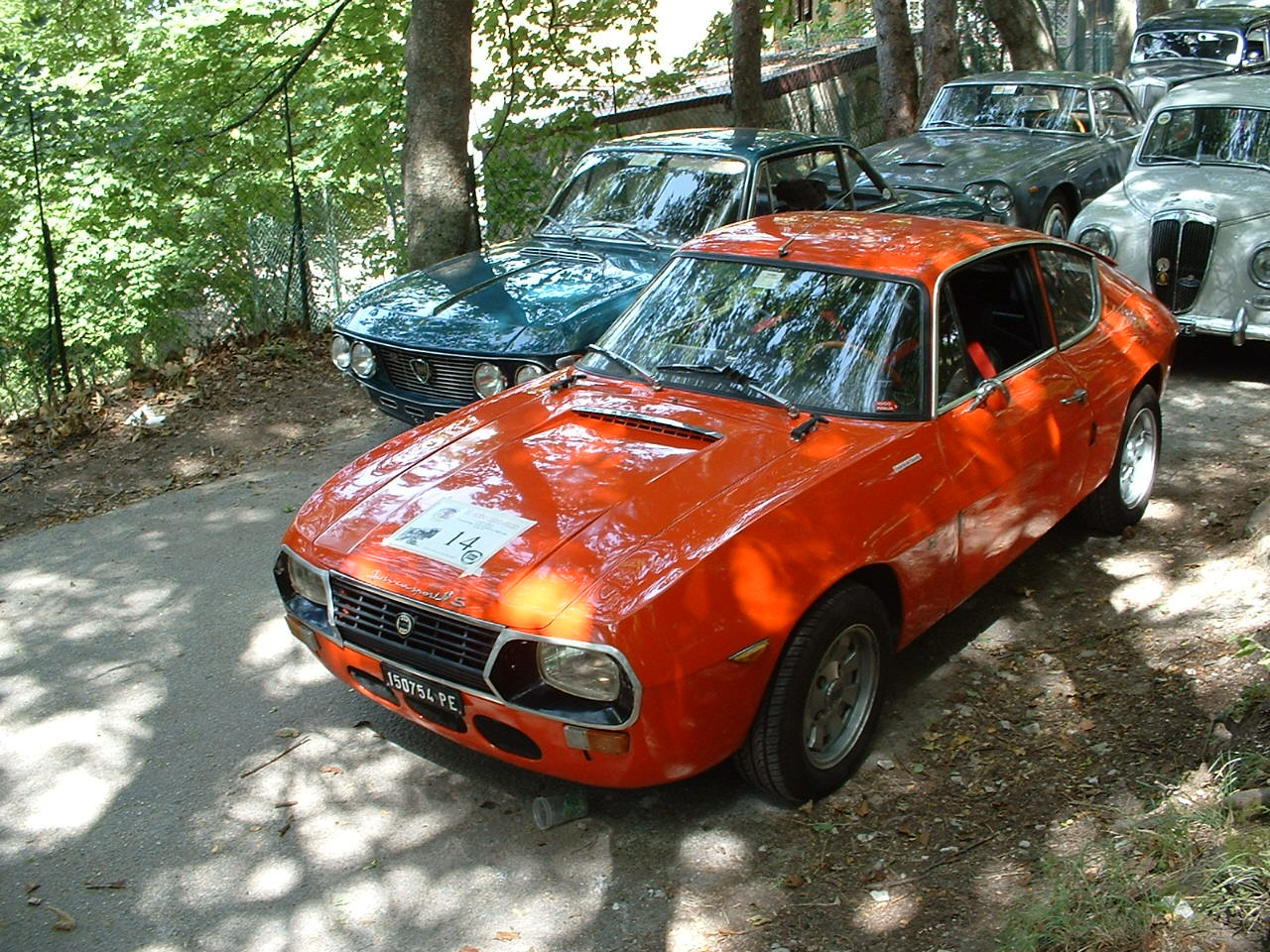
Lancia Fulvia Sport 1.3 Zagato II (1971)

- Lancia Aurelia (1950–1958) – základ pro závodní vozy D20, D23, D24, D25 (1953) a vůz Formule 1 D50 (1954), jméno podle Via Aurelia
- Lancia Appia (1953–1959) – pojmenována po Via Appia
- Lancia Flaminia (1957–1970) – pojmenována po Via Flaminia
- Lancia Flavia (1960–1971) – pojmenována po Via Flavia
- Lancia Fulvia (1963–1976) – pojmenována po Via Fulvia
- Lancia Stratos HF (1974–1975) – legendární závodní vůz, titul Mistra světa v Rallye v období 1974-77
- Lancia 2000 (1971–1974)
- Lancia Beta (1972–1984)
- Lancia Beta Monte-Carlo (1974–1981) – základ pro Lancia Rally 037, Lancia LC1 a Lancia LC2
- Lancia Gamma (1976–1984)
- Lancia Delta (1979–1999) vícenásobný titul Rallye Mistra světa (1986–1992)
- Lancia Prisma (1982–1989)
- Lancia A112 (1969–1986, nejdříve do roku 1981 jako Autobianchi, poté prodávána s označením Lancia)
- Lancia Rally 037 (1982)
- Lancia Thema (1984–1994)
- Lancia Y10 (1985–1995)
- Lancia Y (1995–2003)
- Lancia Dedra (1989–1999)
- Lancia Kappa (1994–2000)
- Lancia Zeta (1994–2002)
- Lancia Lybra (1999–2006)
- Lancia Thesis (2002–2009)
- Lancia Musa (2004-2010)
- Lancia Phedra (2002-2010)
- Lancia Delta (2008-2014)
- Lancia Thema (2011-2014)

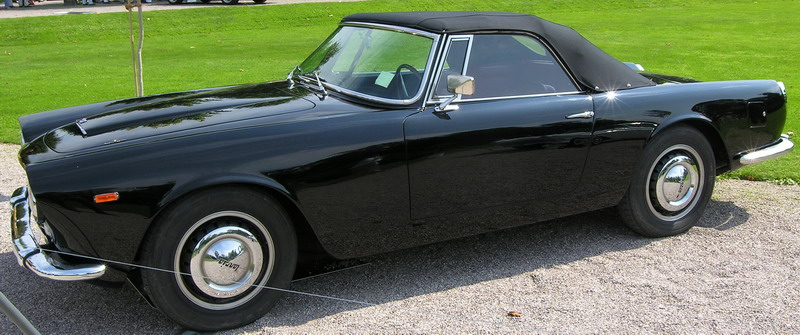
Lancia Flaminia GT
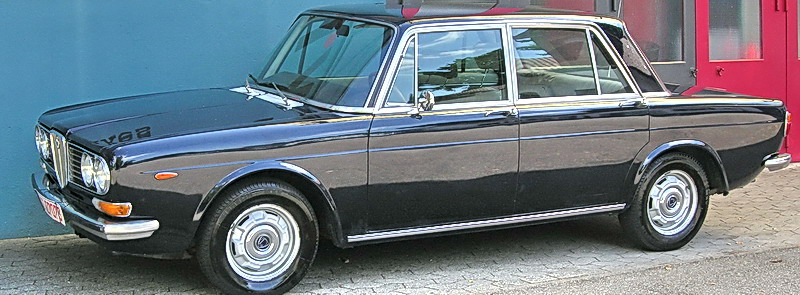
Lancia 2000
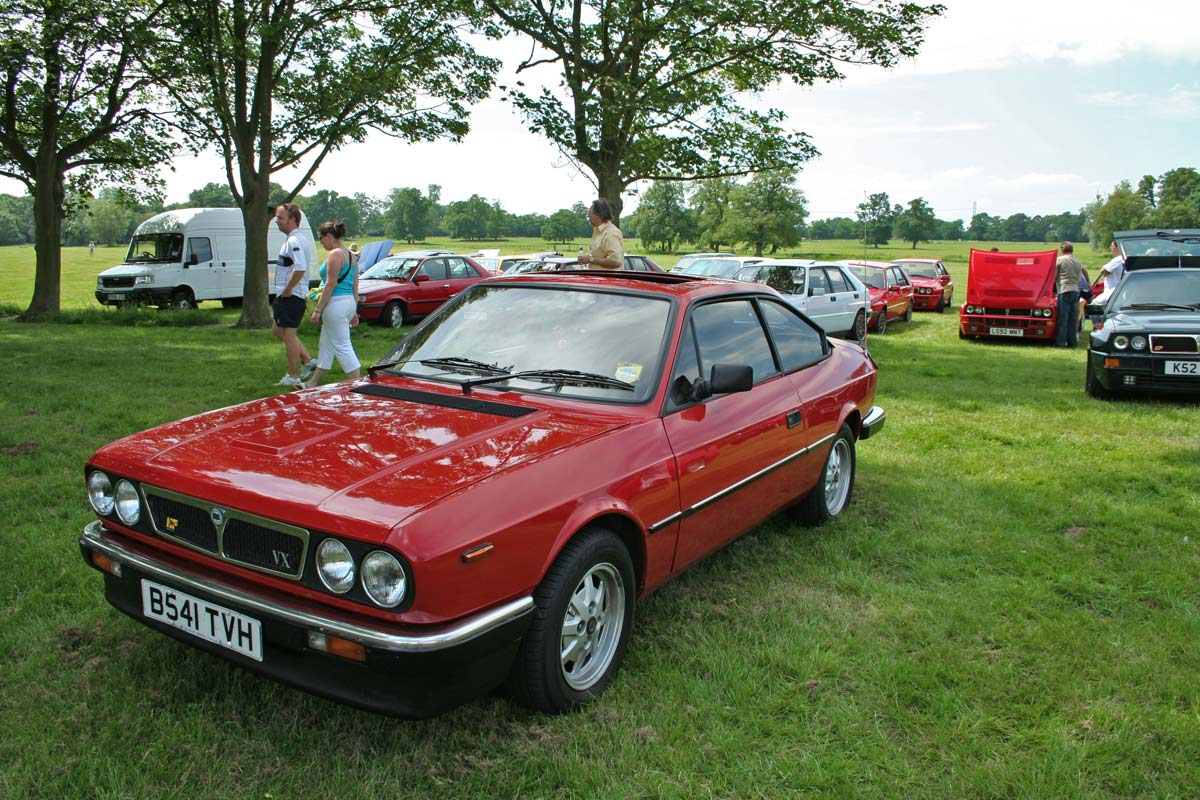
Lancia Beta Coupé
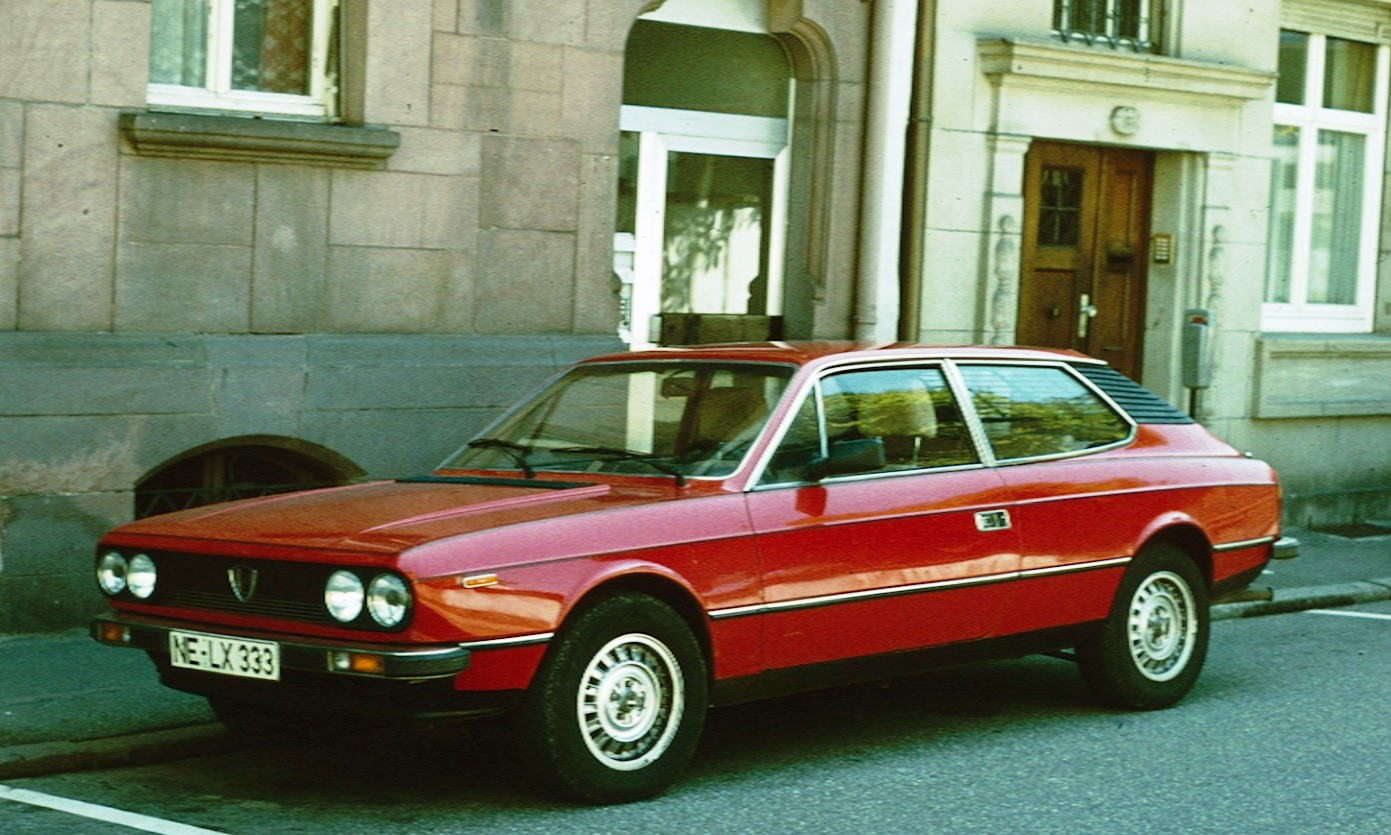
Lancia Beta HPE
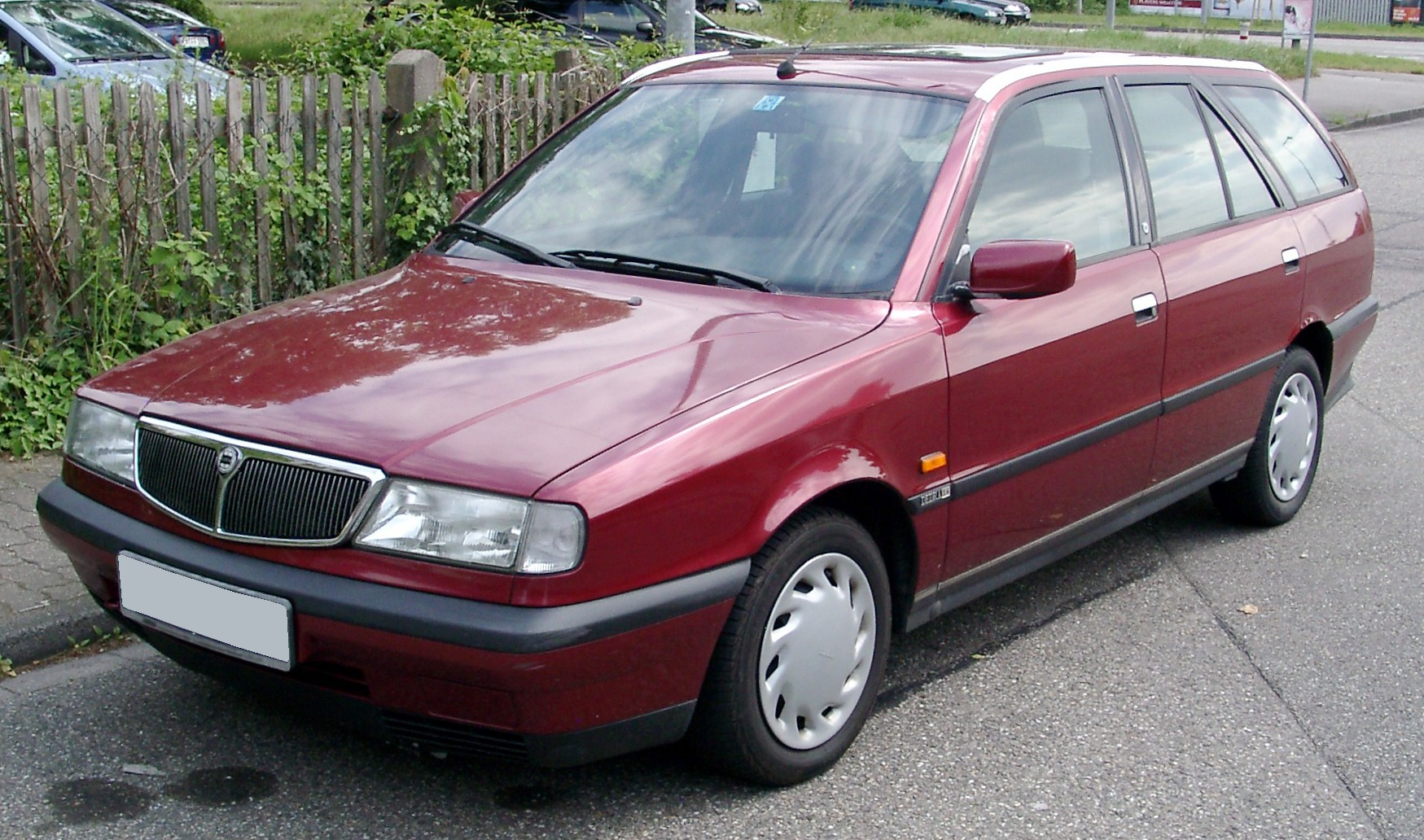
Lancia Dedra
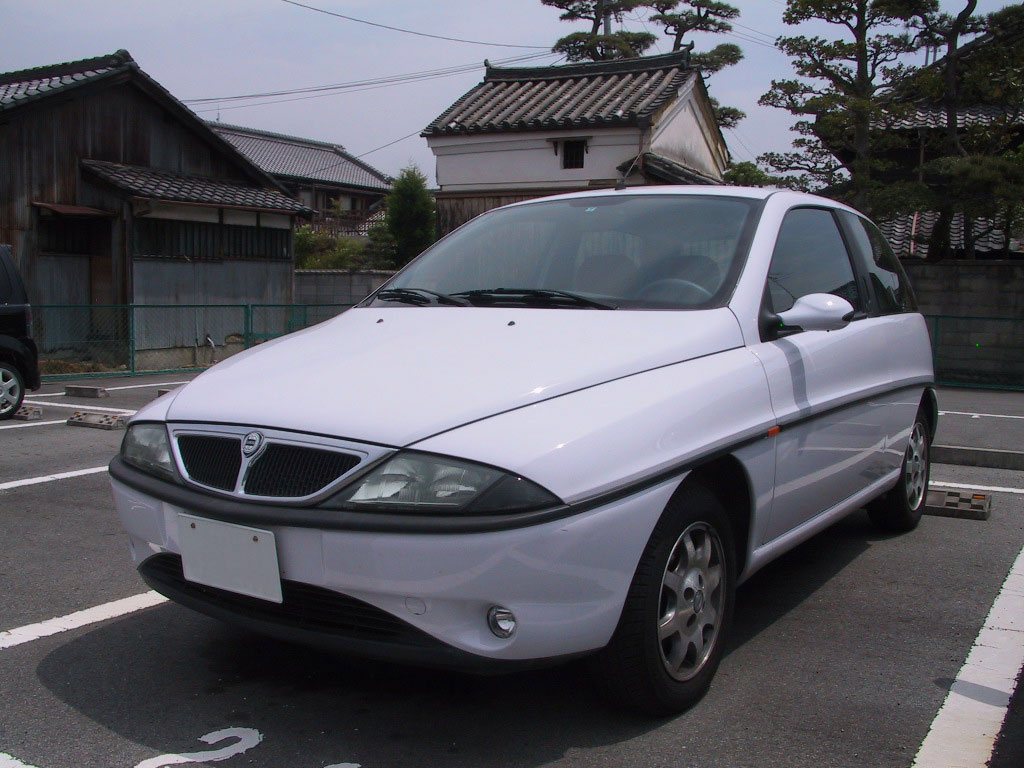
Lancia Y (I)
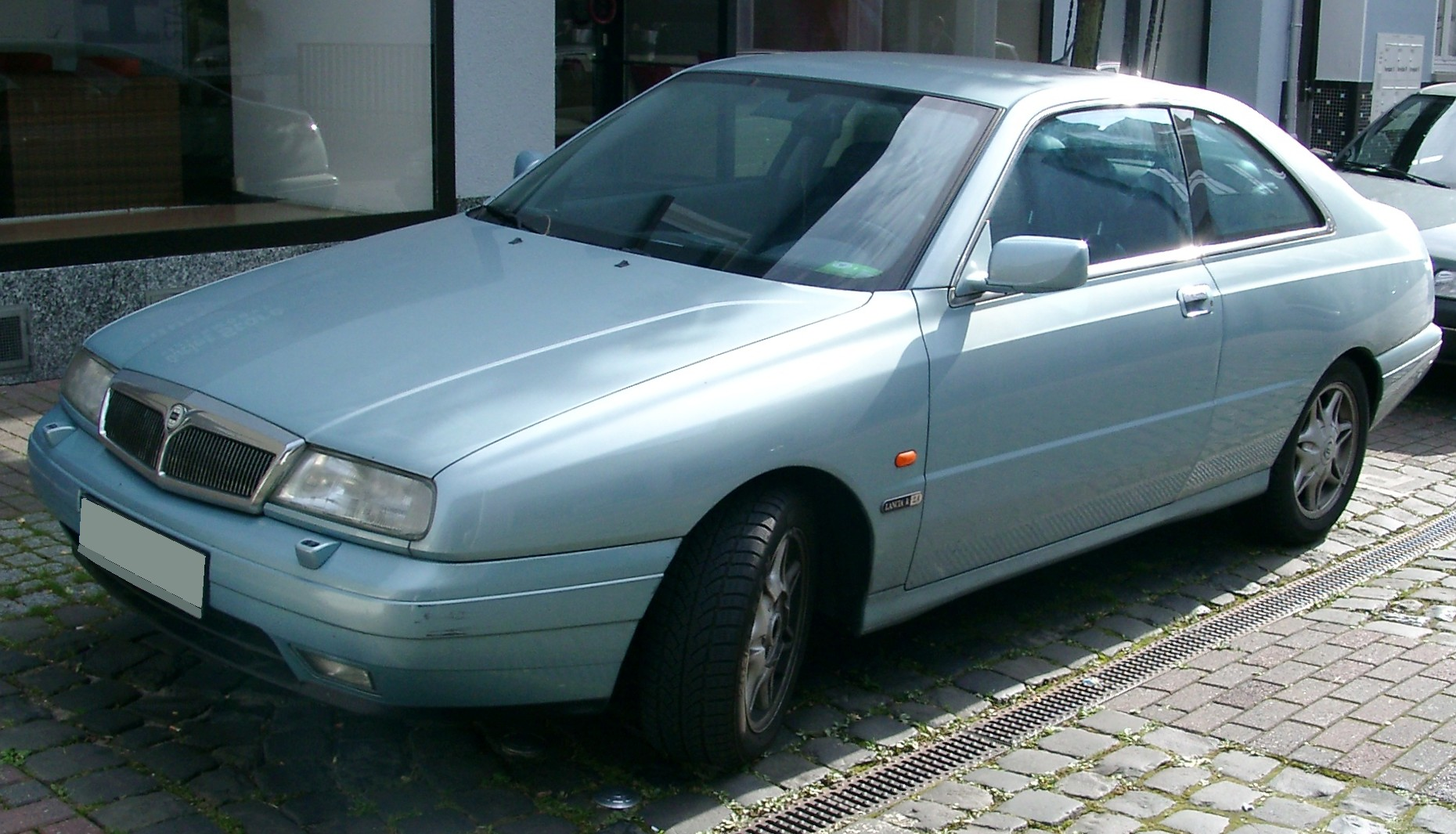
Lancia Kappa Coupé
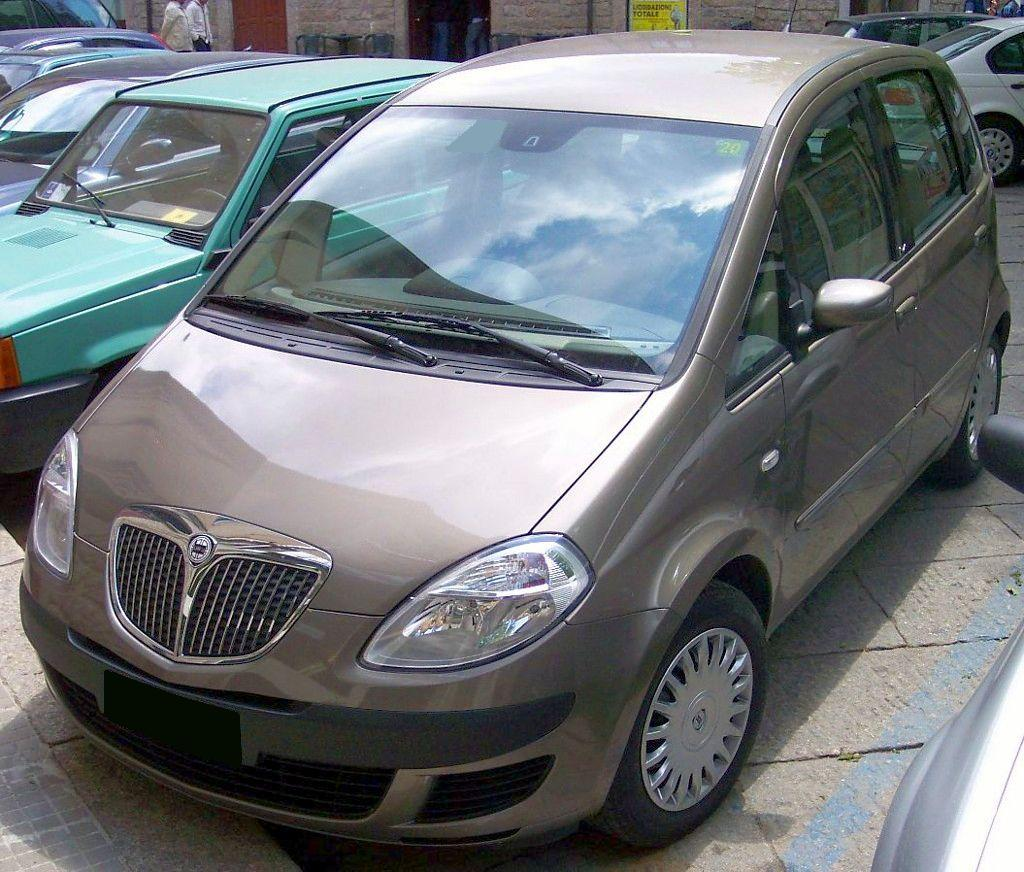
Musa
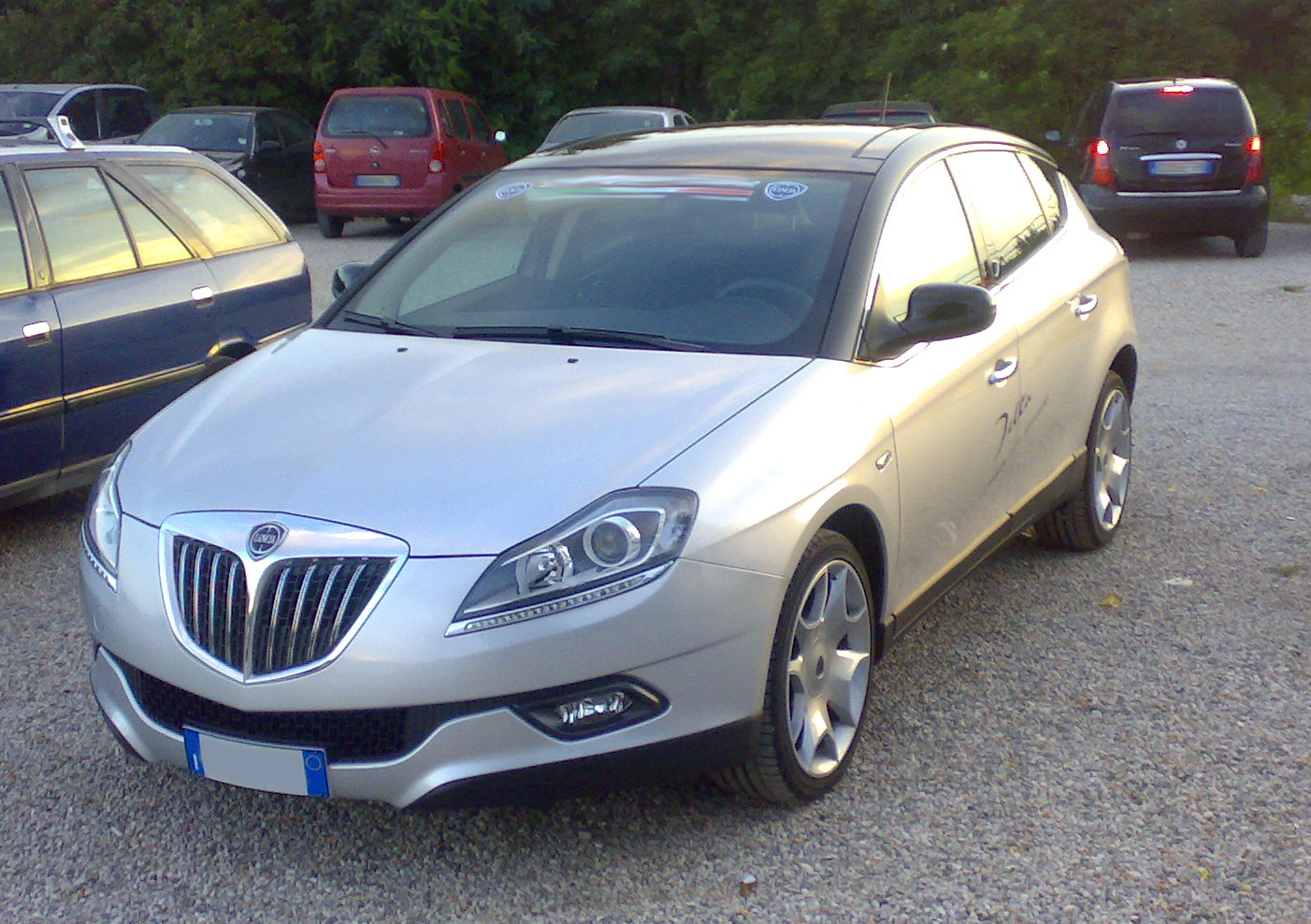
Delta
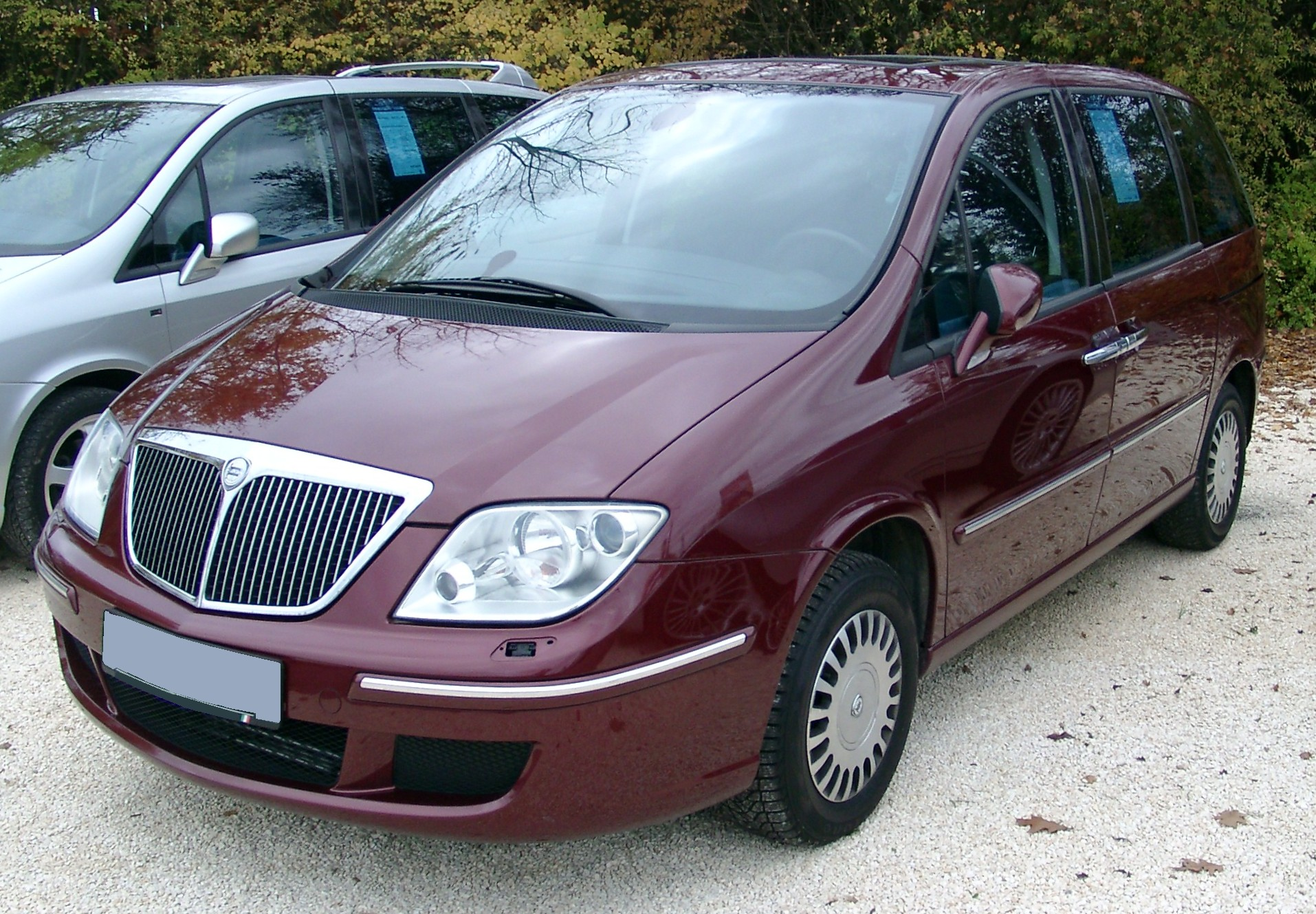
Phedra

#### Současné modely
- Lancia Ypsilon (2003)

### Historické dodávky
- Lancia Beta / Lancia Beta Diesel
- Lancia Jolly
- Lancia Superjolly

### Historické nákladní automobily

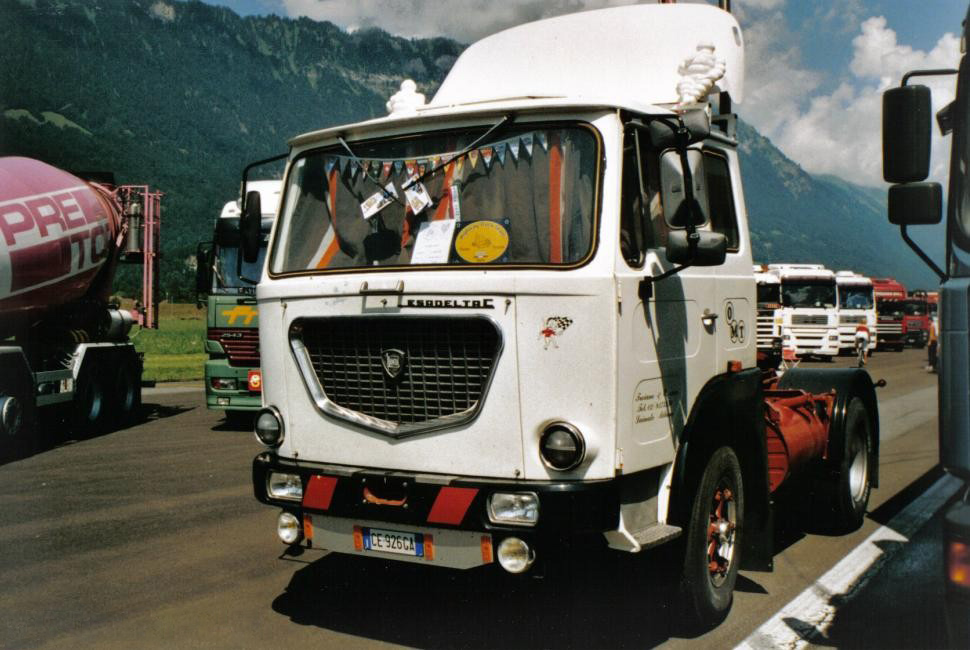
Lancia Esadelta C

- Lancia Eta (osobní vůz s ložnou plochou)
- Lancia Jota (1915)
- Lancia Dijota (1915)
- Lancia Trijota (1921)
- Lancia Tetrajota (1921)
- Lancia Pentajota (1924)
- Lancia Esajota
- Lancia Eptajota (1927)
- Lancia Omicron
- Lancia Ro (1932)
- Lancia Ro-Ro (1935)
- Lancia 3Ro (1938)
- Lancia EsaRo (1941)
- Lancia E 290 (1941) jediný vyrobený elektrický nákladní automobil, po roce 1949 opět přestavěný na pohon spalovacím motorem
- Lancia 6Ro (1947)
- Lancia Esatau (1950–1968)
- Lancia Beta / Lancia Beta Diesel
- Lancia Esatau B (1955)
- Lancia Beta Diesel (1959) Lancia Beta 190, s kompresorem plněným dvoutaktním vznětovým dvouválcem
- Lancia Esadelta B (1959)
- Lancia Esadelta C (1969)
- Lancia Esagamma (1968)

### Historické autobusy
- Lancia Trijota
- Lancia Tetrajota
- Lancia Omicron
- Lancia Ro
- Lancia Esatau
- Lancia Esagamma

### Trolejbusy
- Lancia Esatau V11

### Historická vojenská vozidla
- Lancia IZ (1912), pancéřovaný vůz
- Lancia 3Ro (1939), nákladní automobil
- Lancia EsaRo (1942), nákladní automobil
- Lancia Lince (Rys) (1942), pancéřovaný - kopie vozu Daimler Dingo MK I
- Lancia 6Ro (1948), nákladní automobil
- Lancia CL51 (Z 20) (1954), transportér
- Lancia TL51 (Z 30) (1954), nákladní automobil